# Oliveira Duarte
Oliveira Duarte de nome completo Joaquim António Oliveira Duarte (Lisboa, 19 de Março de 1943) foi um antigo jogador de futebol selecção portuguesa. Jogava na posição de avançado.

## Carreira
Representou o Sporting. Conquistou um Campeonato de Portugal.

## Selecção Nacional
Alcançou uma internacionalização. Alinhou pela selecção nacional a 13 de Novembro de 1966, em Lisboa, frente à Suécia (1-2), em jogo de apuramento para o Europeu de 1968.

## Títulos
- 1 Campeonato de Portugal